# Saturn-Award-Verleihung 1999
Die 25. Saturn-Award-Verleihung fand am 9. Juni 1999 statt. Erfolgreichste Produktion mit drei Auszeichnungen wurde John Carpenters Vampire.

## Nominierungen und Gewinner

### Film
| Kategorie                               | Preisträger                                                   | Film                                      | Nominierungen |
| --------------------------------------- | ------------------------------------------------------------- | ----------------------------------------- | --- |
| Bester Science-Fiction-Film             |                                                               | Armageddon Dark City                      | Deep Impact Lost in Space Star Trek: Der Aufstand Akte X – Der Film |
| Bester Horrorfilm                       |                                                               | Der Musterschüler                         | Blade Chucky und seine Braut The Faculty Halloween H20 John Carpenters Vampire |
| Bester Fantasyfilm                      |                                                               | Die Truman Show                           | Schweinchen Babe in der großen Stadt Das große Krabbeln Stadt der Engel Godzilla Pleasantville – Zu schön, um wahr zu sein |
| Bester Action-/Adventure-/Thriller-Film |                                                               | Der Soldat James Ryan                     | Die Maske des Zorro Verhandlungssache Der Prinz von Ägypten Ronin Ein einfacher Plan |
| Beste Regie                             | Michael Bay                                                   | Armageddon                                | Bryan Singer für Der Musterschüler Alex Proyas für Dark City Roland Emmerich für Godzilla Peter Weir für Die Truman Show Rob Bowman für Akte X – Der Film |
| Bestes Drehbuch                         | Andrew Niccol                                                 | Die Truman Show                           | Brandon Boyce für Der Musterschüler Don Mancini für Chucky und seine Braut Alex Proyas, Lem Dobbs & David S. Goyer für Dark City Gary Ross für Pleasantville – Zu schön, um wahr zu sein Joseph Stefano für Psycho |
| Beste Spezialeffekte                    | Volker Engel Patrick Tatopolous Karen E. Goulekas Clay Pinney | Godzilla                                  | Pat McClung, Richard R. Hoover & John Frazier für Armageddon Andrew Mason, Mara Bryan, Peter Doyle & Tom Davies für Dark City Angus Bickerton für Lost in Space Rick Baker, Hoyt Yeatman, Allen Hall & Jim Mitchell für Mein großer Freund Joe Roger Guyett, Stefen Fangmeier & Neil Corbould für Der Soldat James Ryan |
| Beste Musik                             | John Carpenter                                                | John Carpenters Vampire                   | George S. Clinton für Wild Things George Fenton für Auf immer und ewig Thomas Newman für Rendezvous mit Joe Black Trevor Rabin für Armageddon Hans Zimmer für Der Prinz von Ägypten |
| Bestes Kostüm                           | Jenny Beavan                                                  | Auf immer und ewig                        | Vin Burnham, Robert Bell & Gilly Hebden für Lost in Space Michael Kaplan & Magali Guidasci für Armageddon Liz Keogh für Dark City Judianna Makovsky für Pleasantville – Zu schön, um wahr zu sein Graciela Mazón für Die Maske des Zorro                                                                                |
| Bestes Make-Up                          | Robert Kurtzman Gregory Nicotero Howard Berger                | John Carpenters Vampire                   | Greg Cannom & Michael Germain für Blade Alec Gillis, Tom Woodruff Jr., Michael Mills & Greg Nelson für Akte X – Der Film Bob McCarron, Lesley Vanderwalt & Lynn Wheeler für Dark City Peter Robb-King für Lost in Space Michael Westmore für Star Trek: Der Aufstand                                                    |
| Bester Hauptdarsteller                  | James Woods                                                   | John Carpenters Vampire                   | Edward Norton für American History X Bruce Willis für Armageddon Anthony Hopkins für Rendezvous mit Joe Black Jim Carrey für Die Truman Show David Duchovny für Akte X – Der Film |
| Beste Hauptdarstellerin                 | Drew Barrymore                                                | Auf immer und ewig                        | Jennifer Tilly für Chucky und seine Braut Meg Ryan für Stadt der Engel Jamie Lee Curtis für Halloween H20 Catherine Zeta-Jones für Die Maske des Zorro Gillian Anderson für Akte X – Der Film |
| Bester Nebendarsteller                  | Ian McKellen                                                  | Der Musterschüler                         | Billy Bob Thornton für Ein einfacher Plan Ben Affleck für Armageddon Dennis Franz für Stadt der Engel Gary Oldman für Lost in Space Ed Harris für Die Truman Show |
| Beste Nebendarstellerin                 | Joan Allen                                                    | Pleasantville – Zu schön, um wahr zu sein | Anjelica Huston für Auf immer und ewig Claire Forlani für Rendezvous mit Joe Black Charlize Theron für Mein großer Freund Joe Anne Heche für Psycho Sheryl Lee für John Carpenters Vampire |
| Bester Nachwuchsschauspieler            | Tobey Maguire                                                 | Pleasantville – Zu schön, um wahr zu sein | Brad Renfro für Der Musterschüler Katie Holmes für Dich kriegen wir auch noch! Josh Hartnett für The Faculty Jack Johnson für Lost in Space Alicia Witt für Düstere Legenden |

### Fernsehen
| Kategorie                             | Preisträger           | Film                                    | Nominierungen |
| ------------------------------------- | --------------------- | --------------------------------------- | --- |
| Beste Network-Fernsehserie            |                       | Akte X – Die unheimlichen Fälle des FBI | Buffy – Im Bann der Dämonen Charmed – Zauberhafte Hexen Seven Days – Das Tor zur Zeit Die Simpsons Star Trek: Raumschiff Voyager |
| Beste Syndication-/Kabel-Fernsehserie |                       | Babylon 5                               | Outer Limits – Die unbekannte Dimension PSI Factor – Es geschieht jeden Tag Sliders – Das Tor in eine fremde Dimension Star Trek: Deep Space Nine Stargate – Kommando SG-1                                                                                              |
| Bester TV-Hauptdarsteller             | Richard Dean Anderson | Stargate – Kommando SG-1                | Nicholas Brendon für Buffy – Im Bann der Dämonen Bruce Boxleitner für Babylon 5 David Duchovny für Akte X – Die unheimlichen Fälle des FBI Lance Henriksen für Millennium – Fürchte deinen Nächsten wie Dich selbst Jonathan LaPaglia für Seven Days – Das Tor zur Zeit |
| Beste TV-Hauptdarstellerin            | Sarah Michelle Gellar | Buffy – Im Bann der Dämonen             | Gillian Anderson für Akte X – Die unheimlichen Fälle des FBI Claudia Christian für Babylon 5 Shannen Doherty für Charmed – Zauberhafte Hexen Ally Walker für Kate Mulgrew Jeri Ryan für Star Trek: Raumschiff Voyager                                                   |

### Homevideo
| Kategorie                   | Preisträger | Film                                      | Nominierungen                                                     |
| --------------------------- | ----------- | ----------------------------------------- | ----------------------------------------------------------------- |
| Beste Videoveröffentlichung |             | From Dusk Till Dawn 2 – Texas Blood Money | Cube Gattaca Der Legionär The Night Flier Die Dämonen des Mörders |

### Ehrenpreise
| Kategorie                 | Preisträger               | Film | Nominierungen |
| ------------------------- | ------------------------- | ---- | ------------- |
| George Pal Memorial Award | Ray Bradbury              |      |               |
| Life Career Award         | James Coburn Nathan Juran |      |               |
| President’s Award         | William Friedkin          |      |               |
| Service Award             | David Shepard             |      |               |